# 圣洛伦佐-德尔瓦洛
圣洛伦佐-德尔瓦洛（義大利語：San Lorenzo del Vallo），是意大利科森扎省的一个市镇。总面积22平方公里，人口3511人，人口密度159.6人/平方公里（2009年）。ISTAT代码为078121。